# 지정초등학교 (강원)
지정초등학교는 대한민국 강원특별자치도 원주시 지정면 간현리에 있는 공립 초등학교다.

## 학교 연혁
- 1932년 10월 1일 : 지정공립보통학교 설립인가
- 1938년 4월 1일 : 지정공립심상소학교로 개칭
- 1941년 4월 1일 : 지정공립국민학교로 개칭
- 1981년 3월 10일 : 병설유치원 개원
- 1993년 3월 1일 : 안창분교장 통폐합
- 1994년 3월 1일 : 판대ㆍ다둔분교장 통폐합
- 1996년 3월 1일 : 지정초등학교로 개칭
- 2003년 9월 1일 : 송암분교장 통폐합
- 2014년 2월 13일 : 제79회 졸업식(총 졸업생 3,719명)
- 2014년 3월 1일 : 7학급 편성(특수학급 1학급)
- 2014년 9월 1일 : 제25대 이건택 교장 부임